# Amt Boppard
Das Amt Boppard war ein kurtriersches Amt mit Sitz in der Stadt Boppard und umfasste sowohl linksrheinische als auch rechtsrheinische Gebiete am Mittelrhein.
Es bildete gemeinsam mit den Ämtern Oberwesel, Wellmich sowie dem Gallscheider Gericht wiederum das Oberamt Boppard.
Die Amtsverwaltung hatte ihren Sitz in der Kurfürstlichen Burg in Boppard und wurde durch den Amtmann geleitet.

## Geschichte
Mit der Verpfändung durch den König Heinrich VII. am 12. August 1312 an seinem Bruder, Erzbischof Balduin von Trier, gelangte die bis dahin freie Reichsstadt Boppard zum Kurfürstentum Trier und bildete dort mit den umliegenden Ortschaften das Amt Boppard. Es hatte Bestand, bis im ersten Koalitionskrieg Frankreich 1794 das Linke Rheinufer eroberte und es später annektierte. Die linksrheinischen Teile des ehemaligen Amtes Boppard gehörten nun zum Kanton Boppard bzw. nach dem Wiener Kongress 1815 zur preußischen Bürgermeisterei Boppard. Die rechtsrheinischen Teile (die Kirchspiele Camp und Niederkestert) kamen im Rahmen des Reichsdeputationshauptschlusses 1803 an Nassau-Weilburg.

## Zugehörige Orte
Erzbischof Johann VI. (1556–1567) ordnete am 26. November 1556 mit Zustimmung der Landstände in Koblenz eine vierjährige Landsteuer an. Je 1000 Gulden Vermögen betrug die Steuer 3,5 Gulden. Am 20. Juli 1563 forderte er Berichte aller Ämter an, die über die Orte und die dortigen Steuerzahler Auskunft geben sollte. Im Amt Boppard gab es folgende Einwohnerzahlen in folgenden Orten:
| Ortschaft             | Trierer Untertanen |
| --------------------- | ------------------ |
| Stadt Boppard         | 355                |
| Kamp und Kamperhausen | 66                 |
| Kestert               | 40                 |
| Brey                  | 39                 |
| Niederspay            | 19                 |
| Oberspay              | 39                 |
| Pedernach             | 23                 |
| Salzig                | 43                 |
| Weiler                | 27                 |
| Filsen                | 16                 |
| Lykershausen          | 6                  |
| Ehrenthal             | 2                  |

Zum Amt gehörten am Ende der HRR neben der Stadt Boppard die Ortschaften Brey, Niederspay, Oberspay, Salzig, Weiler, Kamp, Bornhofen, Ehrenthal, Filsen, Niederkestert, Oberkestert und Lykershausen.
Das Amt umfasste damit rund 195 km² und hatte im Jahr 1789 insgesamt 5329 Einwohner, von denen rund 2500 auf die Stadt Boppard entfielen. Während die Bürgerschaft der Stadt vom Kriegsdienst befreit war, galt dies nicht für die Bewohner der zugehörigen Ortschaften.

## Beschreibung
Dem Amtmann untergeordnet waren der Amtsverwalter und der Amtskellner, welcher mit der wirtschaftlichen Verwaltung des Amtes betraut war. Weiterhin gab es einen Amtsphysicus sowie einen Amtschirurgus. Die Gerichtsbarkeit des Amtes stand in Konkurrenz zum Stadtgericht in Boppard, das heißt die Bürger der Stadt hatten die Wahl, vor welchem der beiden Gerichte ihre Angelegenheiten zu verhandeln waren. Der Rheinzoll und die entsprechende Zollverwaltung stand allein Kurtrier zu. Die Aufsicht über die Polizei, das Bauwesen sowie die Zünfte hatte dagegen der Stadtrat von Boppard.

## Amtmänner
- Heinrich Beyer von Boppard (1342)
- Johann von Buch (1348)
- Lamprecht von Schönburg (1355)
- Johann Boos von Waldeck (1360)
- Konrad Kolb von Boppard (1385)
- Johann Herr zu Schöneck (1435)
- Kuno von Schöneck (1462)
- Wilhelm von Schwalbach (1479)
- Heinrich von Nassau (1497)
- Johann von Sneds von Grenzau (1499)
- Heinrich von Pirmont (1503)
- Dietrich von Steyern (1504)
- Caspar von Berlepsch (1506)
- Christoph Eschenfelder von Gerau (1513)
- Danach war das Amt in der Familie von Nassau erblich. Diese waren in Personalunion auch Amtmänner im Amt Welmich.
- Franz Ludwig von Eltz (1760)
- Franz Eugen Freiherr von und zu Westerholdt (1768)

Westerholdt war der letzte kurtrierische Amtmann.